# Тополя Тарас Володимирович
Тополя Тарас Володимирович (21 червня 1987 , Київ ) — соліст українського гурту «Антитіла», речник Молодіжної Ради при Президентові України, колишній молодіжний посол UNICEF в Україні, співзасновник благодійного фонду «Вільні — ЮА», благодійного фонду «Антитіла», волонтер, колишній доброволець Сил територіальної оборони Збройних Сил України.

## Життєпис
Народився і виріс у Києві. З 6 років почав займатися музикою, зокрема грою на скрипці, співав в хорі при чоловічій хоровій капелі імені Ревуцького. Навчався у столичній гімназії № 48 на вул. Прорізній та у школі І — III ступенів № 8. У старших класах школи створив гурт, який пізніше переформатували й назвали «Антитіла»[джерело?].
Навчався в Академії НАВС[джерело?]. У 2007 році здобув вищу юридичну освіту. Під час навчання в академії він та «Антитіла» взяли участь у телепроєкті «Шанс». Тоді гурт не переміг, але Кузьма Скрябін сказав: «Якщо цих хлопців випустити на сцену, то багато хто піде на пенсію».[джерело?]
2008 року гурт почав співпрацю з продюсерським центром «Catapult Music». У 2010 прийняття рішення про відхід від продюсерського центру. З того часу менеджментом гурту займається клавішник гурту Антитіла Сергій Вусик і Тарас Тополя.

### Участь у ЗСУ
В лютому 2022 року під час перших днів вторгнення військ Росії на територію Київщини Тарас записався добровольцем до складу ТРО 130-го батальону.[неавторитетне джерело].
Тополя сім місяців прослужив у складі ЗСУ як парамедик.
З березня 2022 року Тарас став засновником Благодійного фонду «Антітила», що займався допомогою цівільних та військових підрозділів на війні.
23 червня 2025 його квартиру Тараса у Києві розтрощило від вибухової хвилі ракети, що впала біля будинку.

## Музична діяльність
Співзасновник, фронтмен популярного музичного гурту «Антитіла», де Тарас є автором та виконавцем.

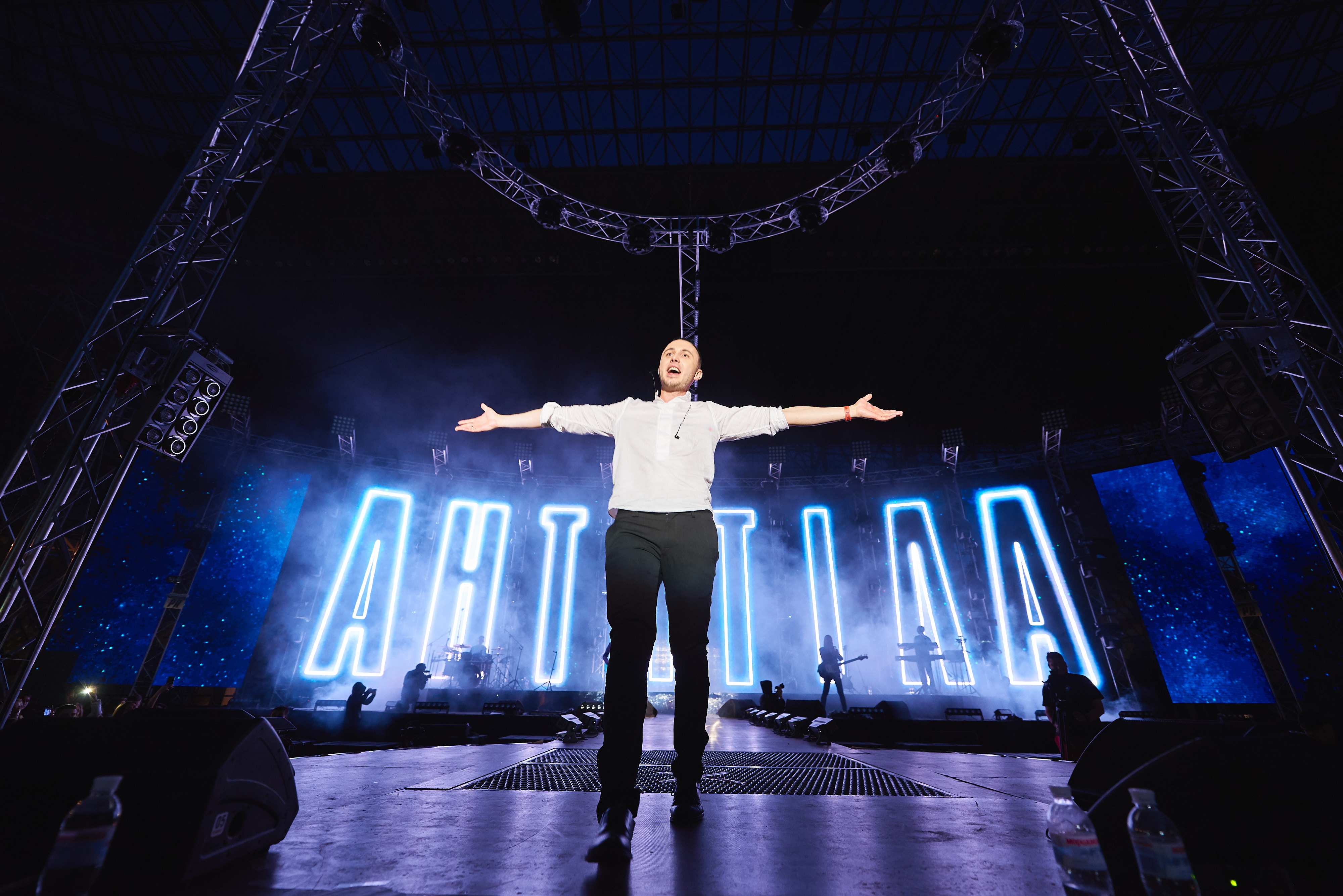
Стадіонний тур Hello. Арена Львів, травень 2019

2017 року гурт «Антитіла» відіграв масштабний тур «Сонце». Тур охопив близько 50 міст України, одне в Білорусі, сім міст в Америці та одне в Канаді. В Україні це були не лише обласні центри, а й багато районних центрів. Відігравши тур «Сонце», «Антитіла» потрапили до Національного реєстру рекордів України[джерело?], установивши досягнення в категорії «Найбільша кількість міст, у яких відбулися концерти музичного колективу в рамках одного туру». За сто один день колектив ознайомив із платівкою чотири країни: Україну, Білорусь, США та Канаду. Виконавці влаштували 46 концертів, 26 із яких припали на березень.
На концерті пам'яті Скрябіна переспівав його хіт «Люди, як кораблі». Згодом Тарас з гуртом записав студійну версію разом з бек-вокалісткою Скрябіна Ольгою (Шпрот) Лізгуновою.
Випустив альбоми «Будувуду», «Вибирай», «Над полюсами», «Все красиво», «Сонце», «Hello», «MLNL».

## Саундтреки до фільмів і серіалів
- «А я відкривав тебе» — саундтрек короткометражного фільму «Собачий вальс» (2011). Головна роль — Ада Роговцева.
- «Одинак» — головний саундтрек до однойменного серіалу «Одинак» (2017). У головній ролі — Олексій Горбунов.
- «TDME» — головний саундтрек до телесеріалу «Школа» (2018), «Школа. Недитячі ігри» (2018), «Школа. Випускний» (2019).
- «Лови момент» — саундтрек до повнометражного фільму «11 дітей з Моршина» (2018), телесеріалу «Школа» (2018).
- «Lego» — головний саундтрек повнометражного фільму «Я, ти, він, вона» (2018).
- «Чорнобиль форева» — один із саундтреків до повнометражного фільму «Я, „Побєда“ і Берлін» (2024).

## Громадська діяльність
2014 року з друзями розпочав волонтерську діяльність, заснував благодійний Фонд «Вільні ЮА». Завдяки фонду вдалося зібрати більше 8 млн грн. Кошти спрямовано на закупівлю медикаментів та засобів захисту для українських військових, а також на допомогу населенню[джерело?].
В рамках статусу Молодіжного Посла UNICEF в Україні провів більше 100 зустрічей з активною молоддю по всій країні. Ініціював та спільно з волонтерами втілив у життя масштабну виставку «Ukraine Exist» в стінах штаб-квартири ООН В Нью-Йорку. Діяльність продовжується.
Після вторгнення російських військ в Україну 24 лютого 2022 року Тарас Тополя разом з іншими учасниками гурту «Антитіла» записався до лав Територіальної оборони ЗСУ.

## Фільмографія

### Дублювання українською
- «Мій домашній крокодил» — Ліл

## Нагороди
- 2019 — орден «За заслуги» 3-го ступеня[14]

## Родина та особисте життя
У 2013 році одружився зі співачкою Оленою Тополею, яка більш відома як Alyosha. Разом виховують трьох дітей: синів Марка та Романа, дочку Марію.